# Establecimiento de llamada
En telefonía, el establecimiento de llamada es el conjunto de operaciones técnicas necesarias para que se produzca una comunicación telefónica. Cuando un emisor emite una llamada se produce el establecimiento en cuanto el destinatario la acepta o cuando salta el buzón de voz.
Este servicio es aún cobrado por las teleoperadoras en algunos países. En España, por ejemplo, el precio del establecimiento de llamada es 30 céntimos de euro, siendo el más caro de Europa según la Comisión Europea. En ocasiones también es incluido en las ofertas de llamadas gratis, de modo que puede hablarse sin que cobren los minutos de la llamada, pero se cobra el establecimiento.